# Composizioni di Pëtr Il'ič Čajkovskij

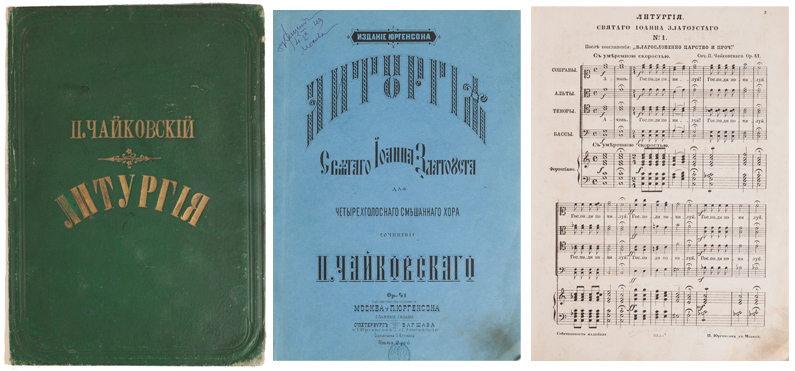
Opere di Čajkovskij

Lista delle composizioni di Pëtr Il'ič Čajkovskij (1840-1893), ordinate per genere. Esse spaziano attraverso tutti i generi, includendo sinfonie, opere, balletti, musica sinfonica, musica da camera e musica sacra.
Tra le composizioni più popolari (non necessariamente le più apprezzate dalla critica e dal compositore stesso), i tre balletti Il lago dei cigni,  La bella addormentata e Lo schiaccianoci, le ultime tre sinfonie, il Concerto per pianoforte e orchestra n. 1,  il Concerto per violino e orchestra e l'Ouverture 1812.
Culturalmente distante dai compositori russi a lui contemporanei d'ispirazione nazionalista, passati alla storia come il Gruppo dei Cinque, Čajkovskij rivelò nella sua musica uno spirito cosmopolita, studiando tutta la vita la musica dell'Europa occidentale.
Pervase da una sensibilità estenuata e da una naturale eleganza, le sue partiture presentano nondimeno tratti talora distintamente russi, sia nella predilezione per il modo minore, sia soprattutto nel profilo delle melodie, talvolta ricavate dalla tradizione popolare o dalla liturgia ortodossa.

## Per numero d'Opus
- Op. 1 Due pezzi per pianoforte (1867)
  - Scherzo à la russe
  - Improvviso in mi bemolle maggiore
- Op. 2 Souvenir de Hapsal, 3 pezzi per pianoforte (1867)
- Op. 3 Il Voevoda, opera (1868)
- Op. 4 Valse-capriccio in re maggiore, per piano (1868)
- Op. 5 Romanza in fa minore, per pianoforte (1868)
- Op. 6 6 Romanze (1869)
- Op. 7 Valse-scherzo in la maggiore, per pianoforte (1870)
- Op. 8 Capriccio in sol bemolle maggiore, per pianoforte (1870)
- Op. 9 3 pezzi per pianoforte (1870)
  - 1. Rêverie
  - 2. Polka de salon
  - 3. Mazurka de salon
- Op. 10 2 pezzi per pianoforte (1871)
  - 1. Notturno
  - 2. Humoresque
- Op. 11 Quartetto per archi n. 1 in re maggiore (1871)
- Op. 12 Sneguročka (La fanciulla di neve) (1873)
- Op. 13 Sinfonia n. 1 in sol minore, Sogni d'Inverno (1866)
- Op. 14 Il fabbro Vakula, (rielaborata nel 1885 con il titolo Gli stivaletti), opera (1874)
- Op. 15 Overture Festival in re sull'inno nazionale danese, per orchestra (1866)
- Op. 16 6 Canzoni (1872)
  - No. 1 Ninna Nanna
  - No. 2 Aspetta!
  - No. 3 Accetta solo una volta
  - No. 4 O, Canta quella Canzone
  - No. 5 Quindi, allora?
  - No. 6 Greco moderno
- Op. 17 Sinfonia n. 2 in do minore, Piccola Russia (1872)
- Op. 18 La Tempesta, fantasia sinfonica in fa minore, su Shakespeare (1873)
- Op. 19 6 pezzi per pianoforte (1873)
  - 1. Rêverie du soir (Вечерние грезы) in sol minore
  - 2. Scherzo humoristique (Юмористическое скерцо) in re maggiore
  - 3. Feuillet d'album (Листок из альбом) in re maggiore
  - 4. Notturno (Ноктюрн) in do diesis minore
  - 5. Capriccioso (Каприччиозо) in si bemolle maggiore
  - 6. Thème original et variations (Тема и вариации) in fa maggiore
- Op. 20 Il lago dei cigni, balletto (1876)
- Op. 21 6 pezzi su un singolo tema musicale per pianoforte (1873)
- Op. 22 Quartetto per archi n. 2 in fa maggiore (1874)
- Op. 23 Concerto per pianoforte e orchestra n. 1 in si bemolle minore (1875)
- Op. 24 Eugenio Onegin, opera (1878)
- Op. 25 6 Canzoni (1874)
- Op. 26 Sérénade mélancolique in si bemolle minore, per violino e orchestra (1875)
- Op. 27 6 Canzoni (1875)
- Op. 28 6 Canzoni (1875)
- Op. 29 Sinfonia n. 3 in re maggiore Polacca (1875)
- Op. 30 Quartetto per archi n. 3 in mi bemolle minore (1876)
- Op. 31 Marcia slava in si bemolle minore, per orchestra (1876)
- Op. 32 Francesca da Rimini, fantasia sinfonica in mi minore, su Dante Alighieri (1876)
- Op. 33 Variazioni su un tema rococò in la maggiore, per violoncello e orchestra (1876)
- Op. 34 Valse-Scherzo per violino e orchestra in do maggiore (1877)
- Op. 35 Concerto per violino e orchestra in re maggiore (1878)
- Op. 36 Sinfonia n. 4 in fa minore (1877)
- Op. 37 Gran sonata per pianoforte in sol maggiore (1878)
- Op. 37a Le stagioni, 12 pezzi per pianoforte (1876)
- Op. 38 6 Canzoni (1878)
- Op. 39 Album pour enfants, 24 pezzi per pianoforte (1878)
- Op. 40 12 Morceaux de difficulté moyenne, per pianoforte (1878)
- Op. 41 Liturgia di San Giovanni Crisostomo, per coro (1878)
- Op. 42 Souvenir d'un lieu cher, 3 pezzi per violino e pianoforte (1878)
- Op. 43 Suite per orchestra n. 1 in re minore (1879)
- Op. 44 Concerto per pianoforte e orchestra n. 2 in sol maggiore (1880)
- Op. 45 Capriccio Italiano in la maggiore, per orchestra (1880)
- Op. 46 6 duetti vocali, con pianoforte (1880)
- Op. 47 7 Canzoni (1880)
- Op. 48 Serenata per archi (1880)
- Op. 49 Ouverture 1812 (1880)
- Op. 50 Trio con pianoforte in la minore (1882)
- Op. 51 6 pezzi per pianoforte (1882)
- Op. 52 Veglia notturna, per coro (1882)
- Op. 53 Suite per orchestra n. 2 in do maggiore (1883)
- Op. 54 16 canzoni per bambini
- Op. 55 Suite per orchestra n. 3 in sol maggiore (1884)
- Op. 56 Fantasia da concerto per pianoforte e orchestra in sol maggiore (1884)
- Op. 57 6 Canzoni (1884)
- Op. 58 Sinfonia Manfred in si minore (1885)
- Op. 59 Dumka in do minore, per pianoforte (1886)
- Op. 60 12 Canzoni (1886)
- Op. 61 Suite per orchestra n. 4 Mozartiana (1887)
- Op. 62 Pezzo capriccioso in si minore, per violoncello e orchestra (o pianoforte) (1887)
- Op. 63 6 Canzoni (1887)
- Op. 64 Sinfonia n. 5 in mi minore (1888)
- Op. 65 6 Canzoni su testi francesi (1888)
- Op. 66 La bella addormentata, balletto (1889)
- Op. 67a Amleto, overture-fantasia in fa minore (1889)
- Op. 67b Amleto, musica di scena (1891)
- Op. 68 La dama di picche, opera (1890)
- Op. 69 Iolanta, opera (1891)
- Op. 70 Souvenir de Florence, sestetto per archi in re minore (1890)
- Op. 71 Lo schiaccianoci, balletto (1892)
- Op. 71a Lo schiaccianoci, suite (1892)
- Op. 72 18 pezzi per pianoforte (1893)
- Op. 73 6 Canzoni (1893)
- Op. 74 Sinfonia n. 6 in si minore Patetica (1893)
- Op. 75–80 sono state pubblicate dopo la morte del compositore.
- Op. 75 Concerto per pianoforte e orchestra n. 3 in mi bemolle maggiore (1893)
- Op. 76 Il tornado, overture in mi minore (1864)
- Op. 77 Fatum, poema sinfonico in do minore (1868)
- Op. 78 Il Voevoda, ballata sinfonica in la minore (1893)
- Op. 79 Andante e Finale, per pianoforte e orchestra (1893)
- Op. 80 Sonata per pianoforte n. 2 in do diesis minore (1865)

## Balletti

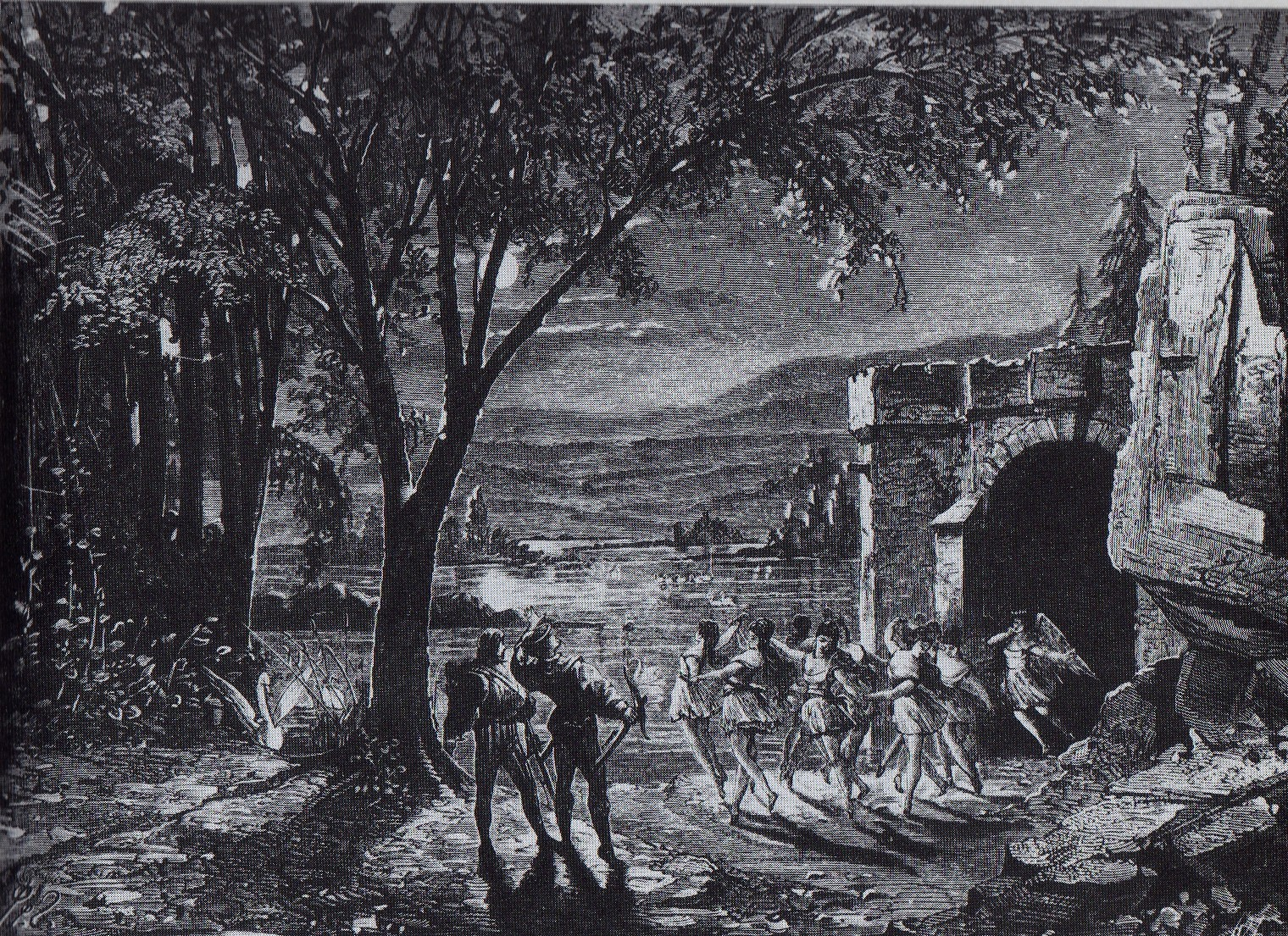
Bozzetto originale per il secondo atto de Il lago dei cigni, Mosca, 1877.

Il genere a cui Čajkovskij deve maggiormente la sua popolarità è quello del balletto.
- Il lago dei cigni (Лебединое озеро), op. 20 (1875-6). Fu il primo balletto di Čaikovskij, rappresentato, pur con qualche taglio, al Teatro Bol'šoj di Mosca, nel 1877. Fu pienamente apprezzato solo dopo la morte del musicista.
- La bella addormentata (Спящая красавица), op. 66 (1888-9). Čaikovskij vedeva quest'opera come una delle più riuscite. La sua prima rappresentazione fu nel 1890, al Teatro Mariinskij di San Pietroburgo.
- Lo schiaccianoci (Щелкунчик), op. 71 (1891-2). Anche se il compositore rimase meno soddisfatto dell'impegno profuso per questo balletto, Lo schiaccianoci è uno dei suoi lavori più popolari, anche grazie alla suite realizzata dallo stesso Čaikovskij, ed il suo fascino risiede in un peculiare sentimento di magico e di fatato legato al sogno e al ritorno a un sentire ingenuo.

## Opere liriche
(Le date tra parentesi si riferiscono all'inizio della composizione, cfr. Warrack, 1973, da p. 271, op. cit., vedi "Bibliografia").
Čajkovskij scrisse undici opere liriche:
- Il Voevoda (Воевода), op. 3 (1867-8).
- Undina (Ундина) (1869), parzialmente perduta (distrutta dall'autore)[3].
- L'Opričnik (Опричник) (1870-2).
- Il fabbro Vakula (Кузнец Вакула) (1874) rappresentata a San Pietroburgo nel 1876. L'opera fu rielaborata nel 1885 con il titolo Gli stivaletti.
- Evgenij Onegin (Евгений Онегин), op. 24 (1877-8), dall'omonimo romanzo in versi di Aleksandr Puškin, che ottenne un ampio consenso nella rappresentazione del 1881 (la prima era avvenuta nel 1879).
- La Pulzella d'Orleans (Орлеанская дева) (1878-9), rappresentata a San Pietroburgo nel 1881.
- Mazepa (Мазепа) (1881-3), opera in tre atti tratta da Puškin; un tipico melodramma russo che narra la storia d'amore tra un condottiero, una giovane donna ed il suo giovane innamorato, con risvolti intensi e drammatici. Venne rappresentata a Mosca nel 1884.
- Gli stivaletti (Черевички) (1885), revisione de Il fabbro Vakula.
- L'incantatrice (Чародейка) (1885-7), rappresentata a San Pietroburgo nel 1887.
- La dama di picche (Пиковая дама) (1890), op. 68, sempre tratta da Puškin, e considerata il suo capolavoro teatrale, mostra particolari accenti di intensità macabra e angosciosa («Quest'opera ha in sé qualcosa di spaventoso», affermò lo stesso Čajkovskij). Rappresentata a San Pietroburgo nel 1890.
- Iolanta (Иоланта) (1891), op. 69, opera in un atto, libretto del fratello del compositore, Modest, dal dramma La figlia del re René (1846) dello scrittore danese Henrik Hertz (1798-1870). Ultima creazione lirica del compositore ebbe nascita contemporanea assieme al balletto Lo Schiaccianoci, e come dittico venne presentata a San Pietroburgo nel 1892. L'amore restituisce la vista ad una fanciulla cieca dalla nascita. Mahler ebbe un interesse particolare per quest'opera che diresse ad Amburgo solo sedici giorni dopo la prima assoluta in Russia. È un lavoro strutturalmente molto particolare e con novità di stile.

## Composizioni orchestrali

### Sinfonie
Le prime tre sinfonie, interessanti ma un po' acerbe, presentano un legame più diretto con il nazionalismo musicale russo. Le ultime tre e la Sinfonia Manfred si soffermano su temi più intensamente sentiti da Čajkovskij, quali il fato, l'angoscia esistenziale e, in particolare la Sesta, la morte.
- Sinfonia n. 1 in sol minore, op. 13, Sogni d'Inverno (1866)
- Sinfonia n. 2 in do minore, op. 17, Piccola Russia (1872)
- Sinfonia n. 3 in re maggiore, op. 29, Polacca (1875)
- Sinfonia n. 4 in fa minore, op. 36 (1877-8), dominata dal trepidante tema musicale del "destino": «un'ombra costante che ostacola il raggiungimento della felicità, … una sorta di veleno per l'anima», che comparirà ben nove volte nel corso del primo movimento. I tempi centrali si caratterizzano per la loro magia e per la loro soave fattura, mentre il finale si presenta come estenuata ricerca della gioia umana.
- Sinfonia n. 5 in mi minore, op. 64 (1888), ancora una volta dominata da un tema legato al "destino", ma dal profilo questa volta più morbido, che dopo avere compiuto una prima apparizione nel massiccio primo movimento, sorta di inno a un eroismo rassegnato, e dopo avere turbato i dolcissimi volteggi amorosi del secondo movimento, nel finale appare trasformato nel fulcro di uno sfarzoso inno alla Provvidenza divina.
- Sinfonia in mi bemolle maggiore, abbozzata tra il 1891 e il 1892 e poi abbandonata. Nella primavera del 1891, per più spinte creative ed emozionali, il musicista stava pensando ad una nuova sinfonia che iniziò ad abbozzare mentre si dirigeva in America per il suo giro concertistico. Gli schizzi erano diversi, in modo minore e in mi bemolle maggiore; essi portavano anche annotazioni programmatiche. Insoddisfatto, Čajkovskij tuttavia non distrusse il materiale prodotto, come in un primo momento aveva pure dichiarato: il primo tempo venne riutilizzato per la creazione del Terzo Concerto per pianoforte ed orchestra. Tra il 1951 ed il 1955 il musicologo sovietico Semën Bogatyrev produsse una versione completa della sinfonia, eseguita a Mosca (e nota come "Settima Sinfonia") il 7 febbraio 1957 ed incisa su disco più volte nel corso del tempo[5]. Le parti "mancanti" originarie erano infatti esistenti, sotto altre spoglie, nel cosiddetto Andante e Finale per pianoforte ed orchestra (curato dall'allievo Sergej Ivanovič Taneev nel 1895) e così pure il terzo tempo, rielaborato da Čajkovskij come a solo di piano dell'op. 72 (n.10) e che Bogatyrev introdusse nella propria ricostruzione[6].
- Sinfonia n. 6 in si minore, op. 74, Pathétique (1893), dominata da un programma enigmatico, forse intimamente collegato agli ultimi sentimenti di vita di Čajkovskij e perfino alla sua morte misteriosa, che, dopo l'appassionato movimento d'apertura e il successivo, etereo valzer, cui l'insolito movimento di 5/4 conferisce una sfumatura straniata e sottilmente inquieta, sembra esplodere nel parossismo d'eccitazione del terzo tempo, dai toni spettrali e accesamente visionari, densi di una gioia straripante ed equivoca, e nell'affranto Adagio lamentoso finale. Particolarmente rilevanti alcune dichiarazioni dello stesso autore in merito alla sua ultima sinfonia: «ho in essa riposto tutta la mia anima», «ed essa è penetrata da un carattere che resterà per chiunque altro un enigma».[7][8]
- Sinfonia Manfred in si minore, op. 58, (1885), basata sul dramma gotico Manfred di George Gordon Byron, percorso dai temi, tipicamente romantici, della colpa e dello spirito prometeico, mentre i tempi centrali sono dominati da un delicato e avvolgente sentimento della natura.

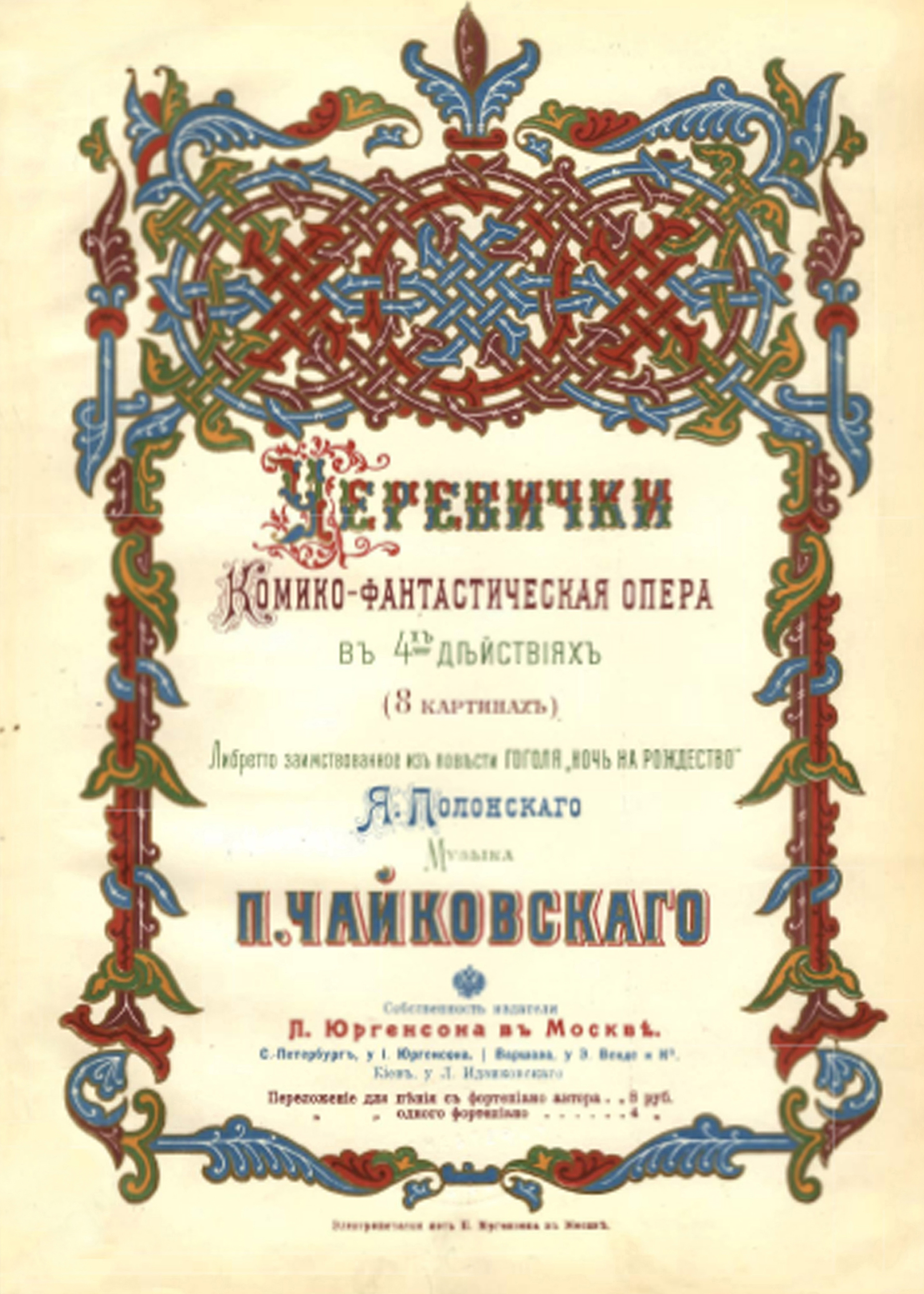
Gli stivaletti
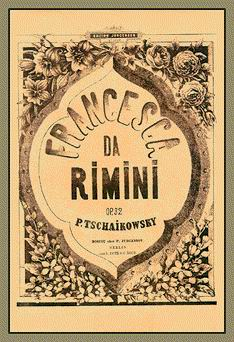
Francesca da Rimini
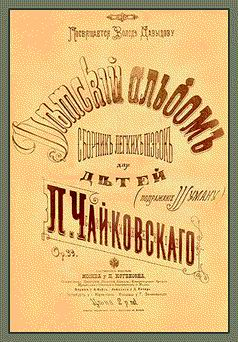
Album per bambini
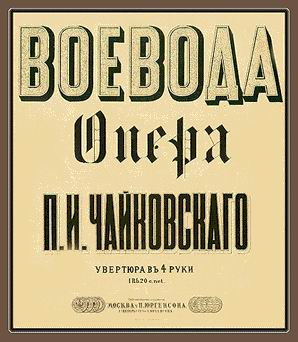
Il Voevoda

### Concerti e pezzi concertanti
- Concerto per pianoforte e orchestra n. 1 in si bemolle minore, op. 23, (1874-5). Dei tre concerti per pianoforte e orchestra è il più conosciuto e apprezzato. Fu all'inizio respinto dall'esecutore per cui era stato pensato, il pianista Nikolaj Grigor'evič Rubinštejn, il quale vedeva in esso una composizione poco ricca e poco interpretabile; pertanto debuttò con Hans von Bülow a Boston nel 1875. Opera tra le più popolari del suo autore, si caratterizza per lo stile vivido e folgorante e per il grandioso incipit.
- Sérénade mélancolique per violino e orchestra, op. 26 (1875)
- Variazioni su un tema rococò per violoncello e orchestra, op. 33 (1876-7), Čajkovskij considerava quest'opera uno dei suoi capolavori.
- Valse-Scherzo per violino e orchestra, op. 34 (1877)
- Concerto per violino e orchestra in re maggiore, op. 35 (1878), fu composto in meno di un mese tra il marzo e l'aprile 1878, ma la sua prima esecuzione ebbe luogo solo nel 1881 perché Lipót Auer, il violinista a cui Čajkovskij intendeva dedicare il lavoro, si rifiutò di interpretarla. Tuttavia nel tempo il concerto si è guadagnato una grande notorietà.
- Concerto per pianoforte e orchestra n. 2 in sol maggiore, op. 44, (1879-80)
- Fantasia da concerto per pianoforte e orchestra in sol maggiore, op. 56 (1884)
- Pezzo capriccioso per violoncello e orchestra, op. 62 (1888)
- Concerto per pianoforte e orchestra n. 3 in mi bemolle maggiore op. postuma 75, (1893), la sua storia è connessa a quella della "Sinfonia in mi bemolle maggiore". Si tratta di un Allegro brillante che altro non è se l'elaborazione del primo movimento della Sinfonia abbandonata. L'idea era quella di un concerto nei classici tre tempi, ma vista la lunghezza generale, il compositore decise di farne un concerto ad un solo movimento. Il secondo e terzo movimento, un Andante ed un Finale, vennero terminati solo nella parte solistica con schizzi della strumentazione. Alla fine del giugno 1894 l'allievo Sergej Ivanovič Taneev curò la pubblicazione del Concerto, eseguendolo il 19 gennaio 1895. In seguito, su invito di Modest I. Čajkovskij, completò ed orchestrò anche l'Andante e Finale e lo interpretò a Mosca. Successivamente ancora Taneev ritoccò la parte pianistica (1897), eseguendolo nelle sue tre parti il 17 ottobre 1898 a San Pietroburgo. Poco noto e di solito eseguito nella forma voluta da Čajkovskij, ha un tono brillante, in linea con il concertismo pianistico russo dell'epoca, ma pure rivolto al clima di fine secolo[6][9].
- Andante e Finale per pianoforte e orchestra, op. postuma 79 (1893)
- Concerto per violoncello e orchestra (abbozzo basato su un frammento di 60 battute trovato sul retro dell'abbozzo dell'ultimo movimento della sesta sinfonia)
- Pezzo di concerto per flauto e archi, TH 247 op. posth. (1893)

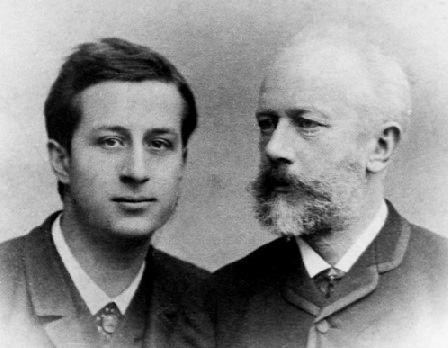
Il musicista (a destra) con il pianista Aleksandr Il'ič Ziloti (Siloti) (1863-1945), celebre esecutore del Concerto n. 1 e 2 ed altro ancora, di cui approntò (dopo la morte dell'autore) proprie versioni. La foto è del 7 gennaio 1888, Lipsia.

### Musica a programma e pezzi commissionati
- La tempesta (L'uragano), ouverture da Ostrovskij, op. postuma 76 (1864)
- Festival Ouverture sull'Inno nazionale danese (1866)
- Fatum, poema sinfonico, op. postuma 77 (1868)
- Romeo e Giulietta, ouverture-fantasia (da William Shakespeare) (1869, revisioni 1870 e 1880)
- La tempesta, fantasia sinfonica su Shakespeare, op. 18 (1873)
- Marcia slava, ouverture, op. 31 (1876)
- Francesca da Rimini, op. 32 (da Dante Alighieri) (1876)
- Capriccio italiano, op. 45 (1880)
- Ouverture 1812, op. 49 (1882)
- Marcia solenne d'incoronazione (1883)
- Amleto, op. 67a (1889)
- Il Voevoda, op. postuma 78 (1891)

Di particolare pregio sono l'ouverture-fantasia Romeo e Giulietta e la fantasia sinfonica Francesca da Rimini, ispirate a due classici della letteratura.

### Suite orchestrali e serenate
Čajkovskij scrisse anche quattro suite per orchestra, composte nel periodo tra la Quarta e la Quinta sinfonia.
In origine pare che fosse tentato di chiamare sinfonie anche questi lavori ma si convinse a cambiarne il titolo.
- Suite n. 1 in re minore, op. 43 (1878–1879), dedicata a Nadežda Filaretovna von Meck
- Suite n. 2 in do maggiore, op. 53 (1883), l'organico comprende anche quattro fisarmoniche "ad libitum".
- Suite n. 3 in sol maggiore, op. 55 (1884), il coreografo George Balanchine (1904-1983) realizzò una famosa coreografia, Theme and Variations sul movimento finale di questa suite, New York 1947, con Alicia Alonso.
- Suite n. 4 in sol maggiore, op. 61 (1887), il sottotitolo della composizione è Mozartiana basandosi interamente su pezzi di Mozart: il K. 574, 355, 618 e 455, segno dell'amore per il compositore salisburghese.
- Serenata per archi in do maggiore, op. 48 (1880)
- Lo schiaccianoci, op. 71a, suite dal balletto omonimo (1892)

### Musiche di scena
- Il falso Dmitrij e Vasilij Šujskij (1867), musiche di scena per il dramma omonimo di Aleksandr Nikolaevič Ostrovskij
- Sneguročka (La fanciulla di neve), op. 12 (1873 al Teatro Michajlovskij di San Pietroburgo), musiche di scena per il dramma omonimo di Aleksandr Ostrovskij. Ostrovskij adattò in dramma una popolare fiaba russa,[10] e la partitura che Čajkovskij scrisse per essa fu sempre uno dei suoi lavori preferiti. Contiene molta musica vocale, ma non è una cantata o un'opera.
- I Montenegrini ricevono la notizia della dichiarazione di guerra della Russia alla Turchia (1880), musica per un quadro
- Il Voevoda (1886), musiche di scena per una scena del dramma di Ostrovskij Un sogno sul Volga
- Amleto, op. 67b (1891), musiche di scena per Amleto di William Shakespeare.

## Pianoforte
- Due pezzi, op. 1 (1867)
  - Scherzo à la russe
  - Impromptu
- Souvenir de Hapsal, op. 2, 3 pezzi (1867)
- Valse-caprice in re maggiore, op. 4 (1868)
- Romanza in fa minore, op. 5 (1868)
- Valse-scherzo in la maggiore, op. 7 (1870)
- Capriccio in sol bemolle maggiore, op. 8 (1870)
- 3 pezzi, op. 9 (1870)
  - 1. Rêverie
  - 2. Polka de salon
  - 3. Mazurka de salon
- 2 pezzi, op. 10 (1871)
  - 1. Nocturne
  - 2. Humoresque
- 6 pezzi, op. 19 (1873)
  - 1. Rêverie du soir (Вечерние грезы) in sol minore
  - 2. Scherzo humoristique (Юмористическое скерцо) in re maggiore
  - 3. Feuillet d'album (Листок из альбом) in re maggiore
  - 4. Nocturne (Ноктюрн) in do diesis minore
  - 5. Capriccioso (Каприччиозо) in si bemolle maggiore
  - 6. Thème original et variations (Тема и вариации) in fa maggiore
- 6 pezzi, op. 21 (1873)
- Gran Sonata per pianoforte in sol maggiore, op. 37 (1878)
- Le stagioni (Времена года), Op. 37a (1876), 12 pezzi ispirati a tenerissima e sognante malinconia.
- Album pour enfants, op. 39, 24 pezzi per pianoforte (1878)
- 12 Morceaux de difficulté moyenne, op. 40 (1878)
- 6 Morceaux, op. 51 (1882)
- Dumka, scena rustica russa in do minore per pianoforte, op. 59 (1886)
- 18 pezzi per pianoforte, op. 72 (1892). Alcuni di questi pezzi sono stati usati in un concerto per violoncello di Gaspar Cassadó.
- Sonata per pianoforte n. 2 in do diesis minore, op. postuma 80 (1865)

## Musica da camera
- Movimento per quartetto d'archi in si bemolle maggiore, op. postuma (1865)
- Quartetto per archi n. 1 in re maggiore, op. 11, il cui secondo tempo suscitò l'ammirazione commossa di Lev Tolstoj (1871)
- Quartetto per archi n. 2 in fa maggiore, op. 22 (1874)
- Quartetto per archi n. 3 in mi bemolle minore, op. 30 (1875)
- Souvenir d'un lieu cher per violino e pianoforte, op. 42 (1878)
- Trio per pianoforte in la minore, op. 50 (1882)
- Souvenir de Florence, sestetto per archi in re minore, op. 70 (1890)

## Musica vocale

### Canzoni
- 6 romanze, op. 6 (1869)
- 6 canzoni, op. 16 (1872)
- 6 canzoni, op. 25 (1874)
- 6 canzoni, op. 27 (1875)
- 6 canzoni, op. 28 (1875)
- 6 canzoni, op. 38 (1878)
- 6 duetti con pianoforte, op.46 (1880)
- 7 canzoni, op. 47 (1880)
- 16 canzoni per bambini, op.54 (1883)
- 6 canzoni, op. 57 (1884)
- 12 canzoni, op. 60 (1886)
- 6 canzoni, op. 63 (1887)
- 6 canzoni su testi francesi, op.65 (1888)
- 6 canzoni, op. 73 (1893)

### Musica corale
- Cantata (Inno) in occasione della celebrazione del cinquantesimo giubileo del cantante Osip Afanas'evič Petrov, per tenore, coro e orchestra, testo di Nikolaj Alekseevič Nekrasov (1876 al Conservatorio di San Pietroburgo)
- Inno alla Trinità (1877)
- Liturgia di San Giovanni Crisostomo, op. 41 (1878)
- Veglia notturna, op. 52, per coro (1881)
- Mosca, testo di Apollon Majkov, per mezzosoprano, baritono e coro (1883 al Gran Palazzo del Cremlino diretta da Eduard Francevič Napravnik)
- 9 pezzi sacri (1884–85)